# Rivière Boucher (Mékinac)
Pour les articles homonymes, voir Rivière Boucher.
La rivière Boucher est un affluent de la rive nord de la rivière Mékinac, coulant dans les cantons Boucher et Mékinac, dans la municipalité de Trois-Rives, dans la municipalité régionale de comté de Mékinac, dans la région administrative de la Mauricie, au Québec, au Canada.
La rive de l'extrémité ouest du lac comporte quelques chalets. Ce secteur a une vocation surtout forestière.

## Géographie
La rivière Boucher coule droit vers le sud sur 18,4 km, entièrement en territoire forestier et montagneux, pour aller se déverser dans la rivière Mékinac.
La rivière Boucher prend sa source au lac Boucher (long de 4,5 km et orienté dans l'axe est-ouest) dans le canton Boucher. Il reçoit les eaux de petits lacs environnant : Blain, Émard, Marchand, Vic et Simone. La décharge du lac Boucher se situe à son extrémité est, et se déverse du côté sud dans le lac Saint-Michel (long de 3,9 km) lequel est très étroit (max. 300 m.).
Le barrage érigé à l'émissaire de ce dernier lac est sis sur la ligne des cantons Boucher (au nord) et Mékinac au sud. À partir du barrage du lac Saint-Michel, les eaux descendent vers le sud sur 14,3 km jusqu'à l'embouchure.
Dans le dernier segment de son parcours (du km 1,1 km au km 0,5), la rivière comporte de nombreux rapides en descendant la montagne. À 250 m. avant son embouchure, la rivière Boucher reçoit les eaux de la décharge du lac Cadotte. L'embouchure se situe à 4,4 km (en ligne directe) en aval du centre du village de Saint-Joseph-de-Mékinac.

## Toponymie
Les toponymes de la rivière Boucher, du lac Boucher et de l'ancien nom de la municipalité de Trois-Rives (qui était désigné municipalité Boucher sont liés.
Le toponyme rivière Boucher a été officialisé le 5 décembre 1968 à la Commission de toponymie du Québec.